# TE30
A TE30 egy tervezett orosz dízelmozdony prototípus volt. Sorozat nem lett belőle.

## Története
A TE30-as mozdonyt 1961-ben kezdték tervezni. A cél a TE3 kiváltására lett volna. A szekcióteljesítménye 2000 LE, mint a TE3-asnak, de a TE10-essel lett volna egységesítve az alkatrészbázisa (segédüzem, villamos erőátvitel szabályozása, stb.). Járműszerkezetileg az eredeti, harkovi TE10-essel egységesítették, amely - a TE3-assal ellentétben - féligönhordó szekrényvázzal rendelkezett. A TE30 is harkovi tervezés. A motor 6D100 típusú volt. Ezt ugyanúgy vegyes (mechanikus és turbó) feltöltésűnek építették, mint a 10D100-ast, de mivel csak kétharmadnyi teljesítményre volt szükség, csökkentették a hengerek számát. Nem kétharmaddal, hanem 10-ről 8-ra.